# Nižná Polianka
Nižná Polianka, w latach 1927-1946 Nižná Poľanka (rusiń. Нижня Полянка, Nyżnia Polanka) – wieś (obec) na Słowacji, w kraju preszowskim w powiecie Bardejów. Pierwsze wzmianki o miejscowości pochodzą z roku 1435.
Według danych z dnia 31 grudnia 2009 wieś zamieszkiwały 253 osoby, w tym 129 kobiet i 124 mężczyzn.
W 2001 roku względem narodowości i przynależności etnicznej Słowacy stanowili 77,52%. Mniejszość rusińska obejmowała 15,89% populacji, 4,26% ukraińska, a 2,33% romska. Dominującym wyznaniem było prawosławie (47,29% wyznawców), następnie 36,43% grekokatolików, 10,85%, zaś to rzymscy katolicy.
Na terenie katastralnym wsi znajduje się Rezerwat przyrody Pod Beskydom.
W 2021 roku w wiosce stanęła pomniejszona rekonstrukcja drewnianego kościoła (cerkwi), który został zniszczony w czasie I wojny światowej.